# Dusona tibiator
Dusona tibiator là một loài tò vò trong họ Ichneumonidae.